# Erotic Lounge Award

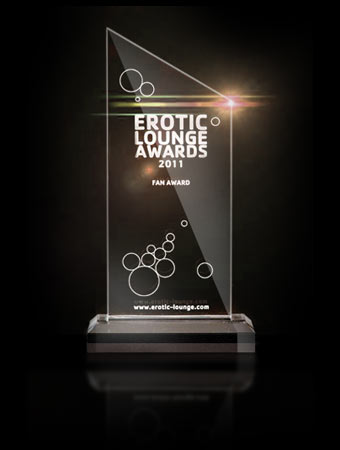
Erotic Lounge Award

Der Erotic Lounge Award ist ein von der Erotic Lounge in Deutschland seit 2011 jährlich verliehener Preis.

## Konzept
Aufgerufen wurde dieser Preis, nachdem wiederholt die Seriosität und Authentizität der Preisverleihungen der Erotikindustrie in Europa und Übersee von der Presse, Fans und den Erotikstars selbst bezweifelt wurden.

### Erotic Lounge Fan Awards
Die Grundidee der Auszeichnung ist es, eine Abstimmung für Fans zu ermöglichen, welche frei und unabhängig von Absprachen, Seilschaften und gekauften Titeln ist. Das Voting der Fans entscheidet, welcher Erotikstar, Regisseur und welches Studio für seine Verdienste und Leistungen im laufenden Jahr einen der Erotic Lounge Awards verdient hat.
Es gibt folgende Kategorien:
- Beste Darstellerin
- Bester Darsteller
- Bester Regisseur
- Bestes Studio

### Erotic Lounge Jury Awards
Die Nominierten in diesen Kategorien werden von einer Jury fachlich bewertet und gekürt. Bei der Auswahl der Filme und der Abstimmung der Preisvergabe wird die Fachjury von wechselnden Gastjuroren aus der Industrie unterstützt. Es erfolgt keine öffentliche Abstimmung, wohl aber eine öffentliche Nominierung in den Kategorien der Jury Awards.
Folgende Kategorien gibt es:
- Bester Spielfilm
- Bester Gonzo Film
- Beste Serie
- Bester Film für Paare

## Preisträger

### 2014
| Erotic Lounge Fan Awards 2014 | Erotic Lounge Fan Awards 2014 | Erotic Lounge Fan Awards 2014 |  | Erotic Lounge Jury Awards 2014 | Erotic Lounge Jury Awards 2014                                                             | Erotic Lounge Jury Awards 2014 |
| Kategorie                     | Gewinner                      | Nominierungen |  | Kategorie                      | Gewinner                                                                                   | Nominierungen |
| ----------------------------- | ----------------------------- | --- |  | ------------------------------ | ------------------------------------------------------------------------------------------ | --- |
| Beste Darstellerin            | Texas Patti                   | Anissa Kate Ava Dalush Bonnie Rotten Claire Castel Daisy Rock Julie Hunter Larissa Gold Lola Reve Paula Rowe Texas Patti                |  | Bester Spielfilm               | 18 Jahre: Praktische Unterweisung einer Jungfrau / L´Initiation D´une Vierge (Marc Dorcel) | 18 Jahre: Praktische Unterweisung einer Jungfrau (Marc Dorcel) American Hustle (Smash Pictures) Forensic Filth – The Awakening Of Mallory Blake (Paradisefilm) Millionaire (Erotic Planet) Rollergirl (Magmafilm) |
| Bester Darsteller             | Jean Pallett                  | Ben Dover Chris Hilton Conny Dachs Jason Steele Jean Pallett Manuel Ferrara Markus Maxxx Mick Blue Philippe Soine Pornfighter Long John |  | Beste Serie                    | Hauptstadtporno (Magmafilm)                                                                | Hauptstadtporno (Magmafilm) Intimacy (Paradise Film) Porn In The USA (Magmafilm) Private Pärchen filmen sich selbst (FunMovies) Raw (Manuel Ferrara/Evil Angel)                                                   |
| Beste Regie                   | Lara Tinelli                  | Eddie Powell Gazzman Hans Werner Kendo Lara Tinelli Max Candy Nikki Hearts Paul Woodcrest Tim Grenzwert Trash Meister                   |  | Bester Gonzo                   | Carrie’s Secret (Filly Films)                                                              | Alt & Jung: Gerti, 57, Klaus, 19 (FunMovies) Carrie’s Secret (Filly Films) Euro POV 1 (Magmafilm) Mallorca Hangover (Goldlight) The Initiation Of Alina Li (Harmony Films)                                        |
| Bestes Studio                 | Magmafilm                     | Colmaxt Digital Sin Erotic Planet FunMovies Harmony Films Magmafilm Marc Dorcel MMV Paradise Film Private                               |  | Bester Film für Paare          | Girls Sex Tricks (Thagson)                                                                 | Ballerina bei Tag, Escort bei Nacht (Marc Dorcel) Down On Abby (Harmony Films) Girls Sex Tricks (Thagson) Intimacy 3 (Paradise Film) Junge Anwältin (Marc Dorcel)                                                 |

### 2013
| Erotic Lounge Fan Awards 2013 | Erotic Lounge Fan Awards 2013 | Erotic Lounge Fan Awards 2013                                                                                                |  | Erotic Lounge Jury Awards 2013 | Erotic Lounge Jury Awards 2013                   | Erotic Lounge Jury Awards 2013 |
| Kategorie                     | Gewinner                      | Nominierungen |  | Kategorie                      | Gewinner                                         | Nominierungen |
| ----------------------------- | ----------------------------- | --- |  | ------------------------------ | ------------------------------------------------ | --- |
| Beste Darstellerin            | Texas Patti                   | Anissa Kate Bonnie Rotten Chanel Preston Dana DeArmond Julie Hunter Lena Nitro Lou Charmelle Maria Mia Sexy Susi Texas Patti |  | Bester Spielfilm               | 40 Jahre: Die Frau meines Nachbarn (Marc Dorcel) | Ass, Cash & Politics (Private) Die Tänzerin (Marc Dorcel) Hangover X (Erotic Planet) The Submission of Emma Marx (New Sensations)                              |
| Bester Darsteller             | Pornfighter Long John         | Chris Hilton Danny D. James Deen Jason Steele Jean Pallett Kookie Ryan Manuel Ferrara Mick Blue Rocco Siffredi               |  | Beste Serie                    | Inside Inflagranti (Inflagranti)                 | Happy Video Privat (Videorama) Mitten in Deutschland (Goldlight) Pretty Dirty (New Sensations) Strassenflirts (Magmafilm)                                      |
| Beste Regie                   | Tim Grenzwert                 | Allegro Swing Anissa Kate Dana Vespoli Hervé Bodilis Jacky St. James Kendo Max Jerkoff Nica Noelle Philippe Soine            |  | Bester Gonzo                   | Hooked Up (Harmony Films)                        | Analyze: Anale Episoden (Magmafilm) Forsaken (Evil Angel) Planet Orgy (Combat Zone) Wiener Schlampen (FunMovies)                                               |
| Bestes Studio                 | Magmafilm                     | Erotic Planet Filly Films FunMovies Goldlight Homegrown Inflagranti Marc Dorcel Private Videorama                            |  | Bester Film für Paare          | The Submission of Emma Marx (New Sensations)     | 40 Jahre: Die Frau meines Nachbarn (Marc Dorcel) Allure (Paradise Film) Die Tänzerin (Marc Dorcel) Wer will meine Kollegin… / Secret Admirer (Wicked Pictures) |

### 2012
| Erotic Lounge Fan Awards 2012 | Erotic Lounge Fan Awards 2012 | Erotic Lounge Fan Awards 2012                                                                                          |  | Erotic Lounge Jury Awards 2012 | Erotic Lounge Jury Awards 2012         | Erotic Lounge Jury Awards 2012 |
| Kategorie                     | Gewinner                      | Nominierungen |  | Kategorie                      | Gewinner                               | Nominierungen |
| ----------------------------- | ----------------------------- | --- |  | ------------------------------ | -------------------------------------- | --- |
| Beste Darstellerin            | Lena Nitro                    | Biggi Bardot Vivian Schmitt Skin Diamond Lily Carter Maria Mia Sharon da Vale Claire Castel Stella Styles Julie Hunter |  | Bester Spielfilm               | Wasteland (Elegant Angel)              | Die Journalistin (Marc Dorcel) Here Cums The Bride (Filly Films) This Ain’t Jaws XXX (Hustler) Voracious (Evil Angel)                  |
| Bester Darsteller             | Pornfighter Long John         | Jean Pallett Markus Waxenegger Rocco Siffredi Zensa Raggi Dale DaBone Manuel Ferrara Nacho Vidal Ryan Driller J.J.     |  | Beste Serie                    | Tonight’s Girlfriend (Naughty America) | Magma swingt (Magmafilm) Mutti-Report (Videorama) Pornochic (Marc Dorcel) Zicken fi*** (Inflagranti)                                   |
| Beste Regie                   | Nica Noelle                   | Nils Molitor Lily Cade Axel Braun Allegro Swing John Stagliano Philippe Soine Claudia Vasquez Hans Werner Ettore Buchi |  | Bester Gonzo Film              | In Bed with Katsuni (Marc Dorcel)      | Die Sado-Gang (Inflagranti) Mind F*** (Harmony Films) Nacho Vidal: F***ing Tour (Evil Angel) Passionate (Paradise Films)               |
| Bestes Studio                 | Inflagranti                   | Magmafilm Videorama Private Hustler Video Girlfriend Films Marc Dorcel Erotic Planet Filly Films Harmony Films         |  | Bester Film für Paare          | Sex is for Lovers (New Sensations)     | 50 Shades Of Grey (Smash Pictures) Magma swingt im Lustschloss Arkanum (Magmafilm) Power & Control (Digital Sin) Sex Click (Magmafilm) |

### 2011
| Erotic Lounge Fan Awards 2011 | Erotic Lounge Fan Awards 2011 | Erotic Lounge Fan Awards 2011                                                                                              |  | Erotic Lounge Jury Awards 2011 | Erotic Lounge Jury Awards 2011          | Erotic Lounge Jury Awards 2011 |
| Kategorie                     | Gewinner                      | Nominierungen |  | Kategorie                      | Gewinner                                | Nominierungen |
| ----------------------------- | ----------------------------- | --- |  | ------------------------------ | --------------------------------------- | --- |
| Beste Darstellerin            | Mia Magma                     | Lena Nitro Black Angelika Vivian Schmitt Maria Mia Jana B Asa Akira Tarra White Lily LaBeau Casey Chase                    |  | Bester Spielfilm               | Portrait Of A Call Girl (Elegant Angel) | Official Silence Of The Lambs Parody (Zero Tolerance) This Ain’t Ghostbusters XXX (Hustler) ORGY: The XXX Championship (Marc Dorcel) |
| Bester Darsteller             | Markus Waxenegger             | Xander Corvus Rocco Siffredi Tommy Gunn Manuel Ferrara James Deen Scott Nails Evan Stone Jean Pallett Mick Blue            |  | Beste Serie                    | Bauer Sucht Sau (MMV)                   | Romance (New Sensations) Mother Lovers Society (Sweetheart) Her First Lesbian Sex (Pink Visual) 10 Man Cum Slam (Kick Ass)           |
| Beste Regie                   | Belladonna                    | Harry S. Morgan Axel Braun Sam Hain Brad Armstrong Lee Roy Myers Hervé Bodilis Graham Travis Bobby Perú Geln Barren        |  | Bester Gonzo Film              | Shut Up and F*** (Evil Angel)           | Anal Fanatic 2 (Elegant Angel) Putzschlampen (Projekt 54)                                                                            |
| Bestes Studio                 | Magmafilm                     | Videorama Private Evil Angel Marc Dorcel Hustler Video Wicked Pictures Vivid Entertainment Sweetheart Video New Sensations |  | Bester Film für Paare          | Recipe for Romance (New Sensations)     | Awakening to Love (New Sensations) Mission Ass Possible (Private) Till Sex Do Us Part (Thagson)                                      |